# 桂国寺

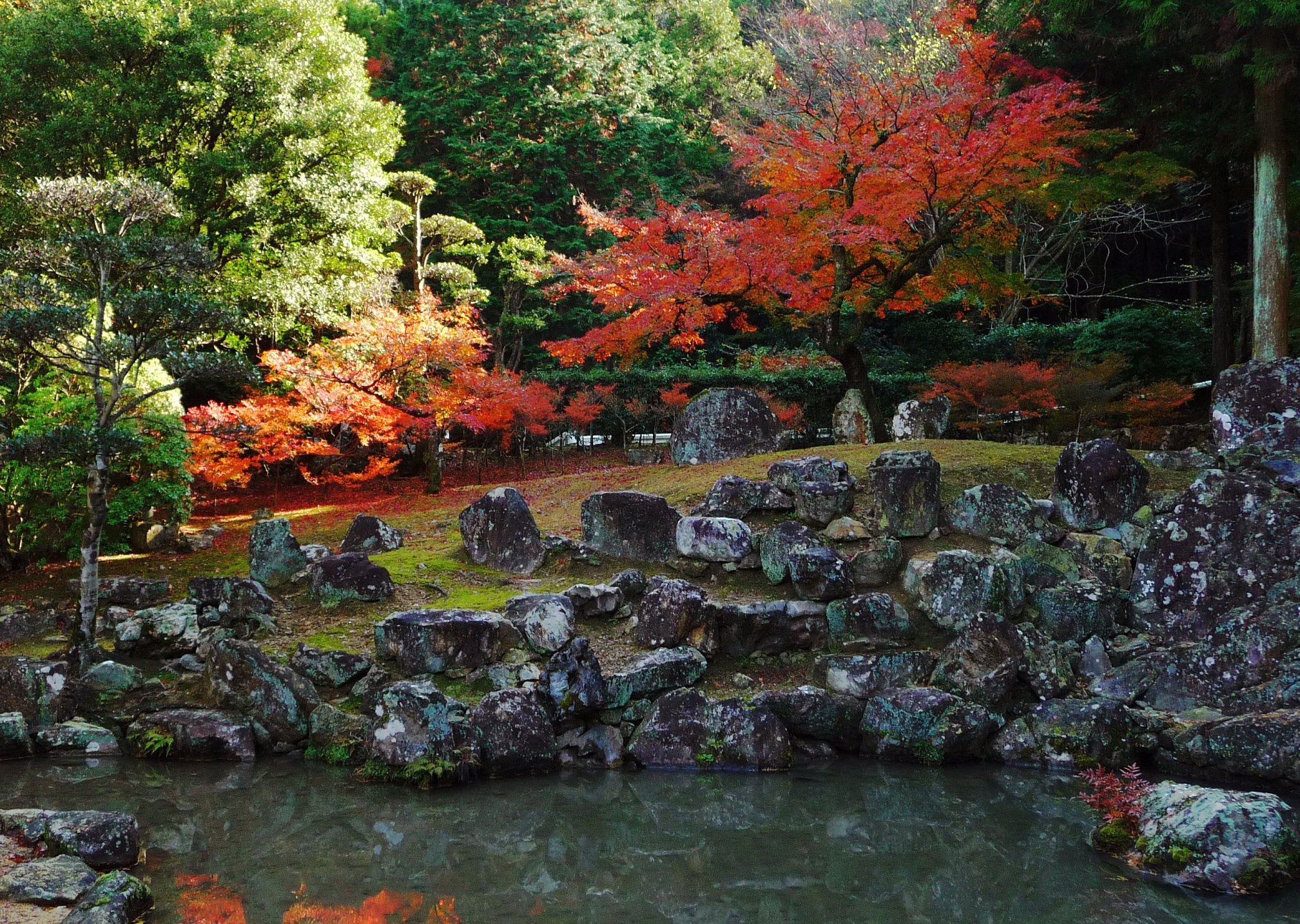
桂国寺庭園

桂国寺（けいこくじ）は、徳島県阿南市長生町にある曹洞宗の寺院。本尊は釈迦如来。山号は金栗山。那賀郡坂東三十三ヶ所観音霊場10番札所。

## 歴史
1413年（応永20年）に周防国にある泰雲寺の住職であった全庵一藺が、晩年を過ごす隠居寺として創建。
その後、永禄年間（1558年-1570年）の兵火と1582年（天正10年）の長宗我部元親の兵火によって二度にわたり焼失。後に阿波国へ入った蜂須賀家政によって再興される。

## 桂国寺庭園
安土桃山時代から江戸時代の大名であり、千利休と師弟関係をもつ茶人としても知られる作庭家の上田宗箇によって作庭。後に日本庭園研究会会長も努める作庭家の吉河功にて平成初期に再整備された。枯山水と池泉廻遊式を結合した書院庭園である。
1999年（平成11年）11月22日に阿南市の名勝に指定される。

## 交通
- JR牟岐線「阿南駅」より車で約10分。